# Ядерна енергетика Ірану
Органом, відповідальним за ядерну енергетику в Ірані, є Організація з атомної енергії Ірану.
У 2022 році ядерна енергетика в Ірані виробила 1,7% від загальної електроенергії, виробленої в країні.
Станом на 2022 рік у цій країні є лише одна діюча атомна електростанція з діючим реактором. Закритих АЕС немає 
Є чотири дослідницькі реактори, три в Ісфагані та один у столиці Тегерані.

## Історія

### Перша ядерна програма
Першу іранську ядерну програму розпочав у 1950-х роках шах Мохаммад Реза Пехлеві, який підписав кілька угод зі Сполученими Штатами Америки та іншими європейськими державами, особливо Францією та Німеччиною, які володіли ядерними технологіями. Місцем для будівництва першої станції, довіреного німецьким компаніям Siemens і Aeg-Telefunken, було обрано місто Бушер. Після іранської революції відносини із західними країнами були перервані, а отже, і розвиток проєкту. Крім того, під час війни з Іраком (1980-1988) Бушерська станція постраждала від бомбардувань іракської авіації.

### Відновлення програми
Будівництво Бушерського реактора не відновиться до 1995 року, після підписання угоди з Росією, яка зобов’язалася завершити будівництво станції та поставити розщеплюваний матеріал на початкову суму 800 мільйонів доларів. Водночас Іран зобов'язався повернути Росії відпрацьоване паливо, щоб розвіяти сумніви щодо його використання у створенні ядерної зброї.
14 серпня 2002 року Національна рада опору Ірану (під керівництвом озброєного іранського дисидентського руху під назвою MEK) під час пресконференції у Вашингтоні оголосила, що Іран будує поблизу міста Натанз (двісті кілометрів на південь від Тегерана) секретний завод зі збагачення урану методом центрифугування. На цьому заводі у 2003 році було введено в експлуатацію кілька десятків центрифуг «P1» пакистанського виробництва, офіційно тільки для виробництва MTR, але складні відносини зі Сполученими Штатами Америки відразу викликали підозри в західному світі.
Іран довгий час тримав у таємниці плани зі збагачення урану та не підписав додатковий протокол до Договору про нерозповсюдження ядерної зброї (ДНЯЗ), що призвело до відправки інспекторів на місце, але президент Міжнародного агентства з атомної енергії (МАГАТЕ) Мохамед Ель-Барадей неодноразово заявляв пресі, що інспектори не виявили слідів високозбагаченого гексафториду урану в центрифугах Натанза .
Криза з Іраном була предметом кількох зустрічей так званого «клубу 5 + 1» (п’ять постійних країн-членів Ради Безпеки ООН плюс Німеччина), які лише в лютому 2007 року призвели до схвалення першого проєкту санкцій в ООН, видані резолюцією Ради Безпеки 1747. Ці санкції супроводжувалися «дипломатичними» погрозами, якими Сполучені Штати Америки підбурювали іранців припинити збагачення урану, щоб уникнути «неприємних наслідків».
Раніше була пропозиція США допомогти Ірану побудувати реактор LWR в обмін на відмову від збагачення урану та припинення будівництва реактора в Бушері після чого послідувало посередництво російської сторони, яка запропонувала Тегерану передати заводи, пов’язані з паливним циклом, на свою територію.
Уряд Ірану, вважаючи ці санкції нелегітимними саме на основі Договору про нерозповсюдження ядерної зброї (ДНЯЗ), у відповідь заявив (через свого головного переговорника Алі Ларіджані), що у нього не буде іншого вибору, крім як відмовитися від цього договору, якщо він підпадає під дію подальший тиск на її ядерну програму для виробництва електроенергії та двигунів. Крім того, у відповідь на рішення ООН, вона поступово встановила близько 6000 центрифуг у каскаді в Натанзі (з метою досягти 50 000 до 2013 року), офіційно для виробництва в промислових масштабах слабозбагаченого урану (2- 4%) використовувати як паливо для електростанцій, передбачених атомною програмою.
9 квітня 2009 року другий промисловий завод зі збагачення урану, оснащений приблизно 7000 центрифугами, також почав працювати в Ісфагані, і було офіційно оголошено про володіння технологією для будівництва двох нових центрифуг типи центрифуг (імовірно типи P2 і Zippe), «здатні доставляти збагачений уран зі швидкістю в кілька разів вищою», ніж досягнуто до цього часу за допомогою центрифуг, уже встановлених у Натанзі та Ісфагані.
Бушерський реактор був урочисто відкритий 21 серпня 2010 року з офіційною церемонією, а завантаження ядерного палива почалося 26 жовтня. 27 листопада було оголошено про запуск реактора.

## Перелік реакторів
| Назва    | Блок №. | Реактор | Реактор       | Статус                                | Чиста потужність (MW) | Початок будівництва | Комерційне використання | Закриття |
| Назва    | Блок №. | Тип     | Модель        | Статус                                | Чиста потужність (MW) | Початок будівництва | Комерційне використання | Закриття |
| -------- | ------- | ------- | ------------- | ------------------------------------- | --------------------- | ------------------- | ----------------------- | -------- |
| Бушер    | 1       | PWR     | ВВЕР-1000/446 | Функціонує                            | 915                   | 1 травня 1975       | 23 вересня 2013         |          |
| Бушер    | 2       | PWR     | ВВЕР-1000/528 | Будується                             | 915                   | 27 вересня 2019     |                         |          |
| Бушер    | 3       | PWR     | ВВЕР-1000/528 | Будується                             | 915                   | 25 січня 2021       |                         |          |
| Бушер    | 4       | PWR     | ВВЕР-1000/528 | Заплановано                           | 915                   |                     |                         |          |
| Бушер    | 5       | PWR     | ВВЕР-1000/528 | Заплановано                           | 915                   |                     |                         |          |
| Дарховін | 1       | PWR     | IR-360        | Незавершений; заплановане відновлення | 330                   |                     |                         |          |
| Сірік    | 1       | PWR     |               | Заплановано                           | 915                   |                     |                         |          |
| Сірік    | 2       | PWR     |               | Заплановано                           | 915                   |                     |                         |          |
| Сірік    | 3       | PWR     |               | Заплановано                           | 915                   |                     |                         |          |
| Сірік    | 4       | PWR     |               | Заплановано                           | 915                   |                     |                         |          |

Єдина атомна електростанція Ірану розташована поблизу Бушеру на узбережжі Перської затоки, і вже була запущена, з планами підключити її до електричної мережі в січні 2011 року. Електростанція має легководний реактор під тиском 915  МВт нетто електричної потужності, типу ВВЕР-1000. Організація з атомної енергії Ірану AEOI також планує відновити будівництво енергоблоку 2 Бушера, а в квітні 2007 року було оголошено тендер на будівництво двох великомасштабних реакторів третього покоління PWR на цьому ж місці.

### Розвиток ядерної енергетики
Іранська програма планує побудувати низку електростанцій, які покриватимуть загальну потребу 20000 МВт. У Бушері є ще три реактори, виведені з попередньої програми, два з яких, як очікується, будуть завершені в найближчі кілька років. В 2024 році Іран розпочав будівництво 4 нових реакторів поблизу міста Сірік, та 4-й дослідницький реактор в Ісфагані.

## Паливний цикл
В Ісфагані знаходиться завод, що перетворює оксид урану (так званий жовтий корж) у гексафторид урану (UF6), газоподібний уран, який використовується для збагачення урану в ядерних центрифугах. У Натанзі є завод, який містить 6000 центрифуг, тоді як у Кумі, згідно з джерелами американської розвідки, будується аналогічний секретний завод, здатний вмістити 3000 центрифуг.

## Дослідні реактори
Арак є локацією для експериментального важководного реактора. Хоча його відвідали інспектори МАГАТЕ та визнали безпечним на даний момент, він є предметом міжнародної стурбованості через військову ядерну програму.

## Видобуток урану
Іран є виробником урану, виробляючи близько 5 т щороку; його історичне виробництво в 2006 році становило 20 тонн. Має ресурси урану, що дорівнюють 1600 тонн <130 $ / кг у «Червоній книзі» 2007 року.
У пустелі центрального Ірану, поблизу міста Язд, знаходиться шахта Саганд, з якої добувають природну уранову руду.

## Зовнішні посилання
- IAEA - Nuclear Power Reactors in the World, 2018 (PDF) (англ.).
- Nuclear Power in Iran (англ.). Iranian Nuclear Power. Архів оригіналу за 22 febbraio 2009.
- База даних усіх реакторів світу (англ.).